# Maurits van Loon
Jhr. Maurits Nanning van Loon (Amsterdam, 22 september 1923 - Montpellier, 12 oktober 2006) was een Nederlands diplomaat en archeoloog.

## Loopbaan
Van Loon studeerde rechten en ging in 1951 naar het 'klasje' van de Diplomatieke Dienst. Hij werd uitgestuurd naar Dublin, São Paulo, Montevideo en La Paz, waarna hij in 1958 de dienst verliet en aan de Columbia University in New York afstudeerde.
Hij deed onderzoek in Oost-Turkije en West-Iran en promoveerde in 1964 op zijn bevindingen. Daarna ging hij naar Syrië waar de regering van plan was een dam te bouwen in de rivier de Eufraat. In opdracht van de UNESCO registreerde hij vindplaatsen, voordat ze onder water zouden komen te staan. Met publicaties hierover werd de aandacht erop gevestigd en kwamen expedities uit 11 landen om de vindplaatsen te bekijken. Het bleek dat in het gebied 10.000 jaar geleden jagers hadden gewoond, want er werden geen sporen van graan of andere landbouw gevonden.
In 1973 werd Van Loon, die aan de universiteit in Chicago les gaf, hoogleraar in Amsterdam. Hij ging nog jarenlang door met zijn onderzoeken in en om Mesopotamië. In 1989 kwam zijn boek uit, dat een expeditie van 50 jaar eerder beschrijft.
In 1987 schilderde Hans Bayens een portret van Van Loon. Dit hangt in de 'vogelkamer' in Museum Van Loon.
Prof. jhr. mr. dr. drs. M. N. van Loon overleed op 83-jarige leeftijd ten gevolge van een val in zijn huis in Saint-Hippolyte-du-Fort; hij werd begraven te Monoblet. Met hem stierf het adellijke geslacht Van Loon in mannelijke lijn uit.

## Familie
Van Loon was een lid van de familie Van Loon en een zoon van bankier jhr. Hendrik Maurits van Loon (1886-1949) en Catherine Adeline van Welderen barones Rengers (1891-1985). Hij trouwde in 1964 met Ghislaine Jeanne Marie de Vallois (1923-1988) uit welk huwelijk in datzelfde jaar een dochter werd geboren: Philippa van Loon. 
De tweede echtgenote van Van Loon was de juriste Martine Labouchere (1936), van 1984 tot 2014 grootmeesteres van Beatrix der Nederlanden, daarna van Willem-Alexander. Zij bewoont een appartement in het huis gelegen naast het Museum Van Loon aan de Keizersgracht te Amsterdam. Het huwelijk van Maurits van Loon en Martine Labouchere in 1991 vond plaats in aanwezigheid van koningin Beatrix die een zeer goede vriendschap onderhoudt met Martine van Loon-Labouchere. Zij studeerden beiden rechten in Leiden. Eerder was Martine van Loon-Labouchere van 1973 tot 1988 - tot aan diens overlijden op 98-jarige leeftijd - getrouwd met Daniël Appolonius Delprat (1890-1988), een Nederlands bestuurder en politicus voor de Volkspartij voor Vrijheid en Democratie (VVD).